# Marguerite Gérard d'Hannoncelles
Marguerite Marie Émilie Gérard d'Hannoncelles, née le 28 décembre 1895 à Luxembourg, dans le Grand-Duché homonyme, et décédée en 1985, était une résistante française durant la Seconde Guerre mondiale.